# Amanda Carr
Amanda Carr (født 24. juni 1990) er en thailandsk cykelrytter.
Hun repræsenterede Thailand under Sommer-OL 2016 i Rio de Janeiro, der hun blev slået ud i semifinalen i BMX-konkurrencen.